# Helwan HA-300
El Helwan HA-300 (en árabe: حلوان ٣٠٠) fue el primer caza construido en Egipto en los años 60, a partir de los diseños transferidos por la compañía española Hispano Aviación de un pequeño interceptor para el Ejército del Aire de España, obra de los ingenieros aeronáuticos españoles Juan de la Cruz Martín-Albo y Rafael Rubio Elola, y del alemán Willy Messerschmitt. Se construyeron 3 prototipos antes de que se cancelara el proyecto en 1969, el primero de los cuales fue restaurado en 1991 y se encuentra en exposición en la sede del Museo Willy Messerschmitt en el aeródromo de Manching, en las afueras de Múnich.

## Diseño y desarrollo

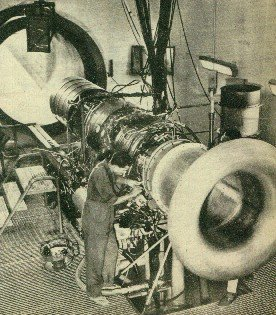
El motor egipcio E-300 en pruebas.

Después de la Segunda Guerra Mundial, el Ministerio del Aire español contrató al ingeniero alemán Willy Messerschmitt y a un conjunto de sus colaboradores, que se trasladaron a España en 1952 para colaborar con la compañía Hispano Aviación en el desarrollo de varias aeronaves, dando lugar al prototipo HA-100 Triana y al reactor HA-200 Saeta, e iniciando en 1953 el proyecto de un caza a reacción polivalente y de reducidas dimensiones que debía convertirse en el Hispano Aviación HA-300, cuya característica primordial debía ser la simplicidad, de forma que pudiera construirse una cantidad considerable de aparatos en un país que en ese momento contaba con limitados recursos económicos, y que no podía importar un avión de esas características, debido al bloqueo internacional al que seguía sometido desde 1939, que le impedía disponer de suministros de armas, motores y aeronaves.
En 1959 se completó un planeador a escala construido en madera y designado HA-300P, destinado a evaluar las características del caza proyectado volando a bajas velocidades, para lo cual era remolcado por un CASA 2111. Sin embargo, durante esos años, el país comenzó a recibir ayuda militar por parte de Estados Unidos, con la llegada del North American F-86 Sabre, por lo que finalmente el proyecto se canceló.
Pero al año siguiente, la República Árabe Unida (formada por Egipto y Siria entre los años 1958 y 1961) adquirió la documentación del avión junto con la licencia para fabricar el HA-200 Saeta, y se encargó de desarrollarlo, dando lugar a un primer prototipo del HA-300, que realizó su primer vuelo el 7 de marzo de 1964 en El Cairo. Se llegaron a construir dos prototipos más, el segundo de los cuales voló el 22 de julio de 1965, pero con el estallido de la Guerra de los Seis Días en junio de 1967, Egipto perdió gran parte de su capacidad aérea y se vio obligado a cancelar el proyecto en 1969, después de haber invertido más de 135 millones de libras egipcias, ya que comenzaron a recibir ayuda por parte de la Unión Soviética, por lo que les resultaba más económico adquirir aviones Mikoyan-Gurevich MiG-21 que desarrollar aviones propios.

## Variantes
HA-300P
Modelo planeador a escala de madera, uno construido por Hispano Aviación.
HA-300
Versión operativa construida por Helwan, tres construidos.

## Operadores
Egipto
- Fuerza Aérea Egipcia

## Supervivientes
El primero de los tres prototipos construidos es el único que se conserva en la actualidad, gracias a que en el año 1991 fue adquirido por la empresa alemana DASA (actualmente parte de EADS), y después de haber sido restaurado se encuentra en exposición en el Deutsches Museum de Múnich.

## Galería

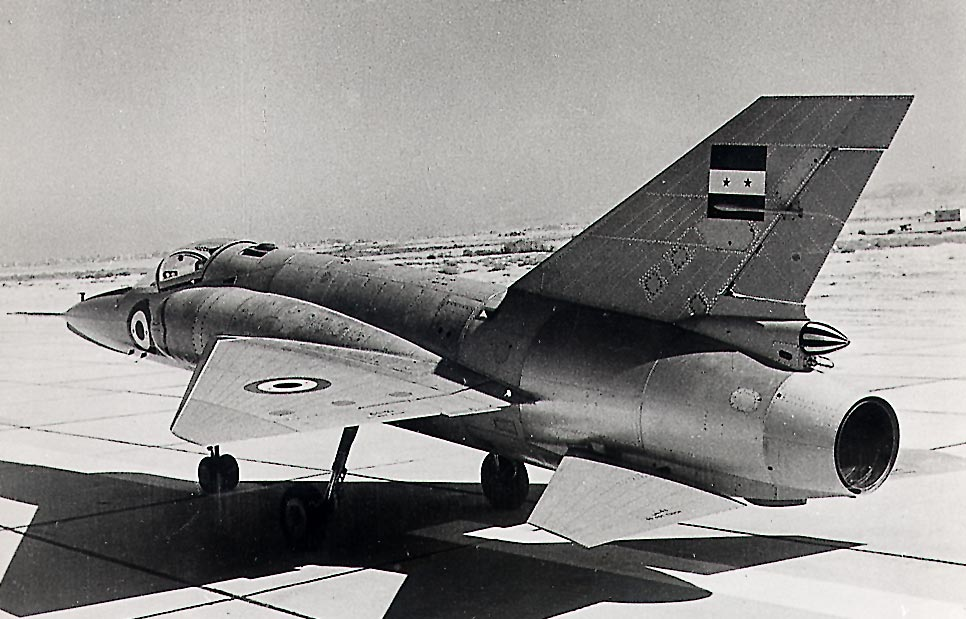
Vista de la cola del avión.
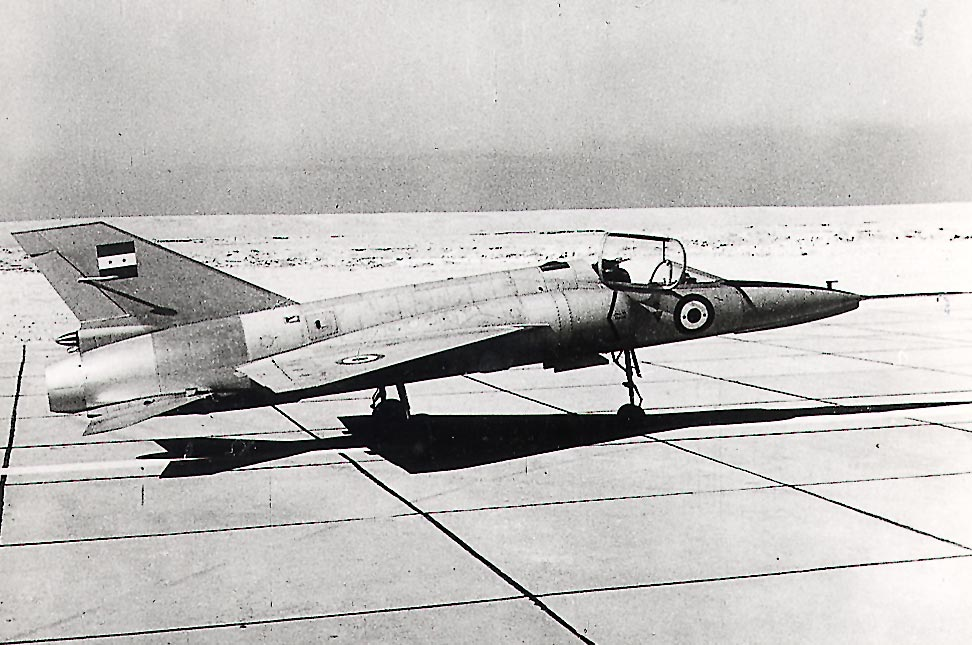
Vista lateral con la cabina abierta.
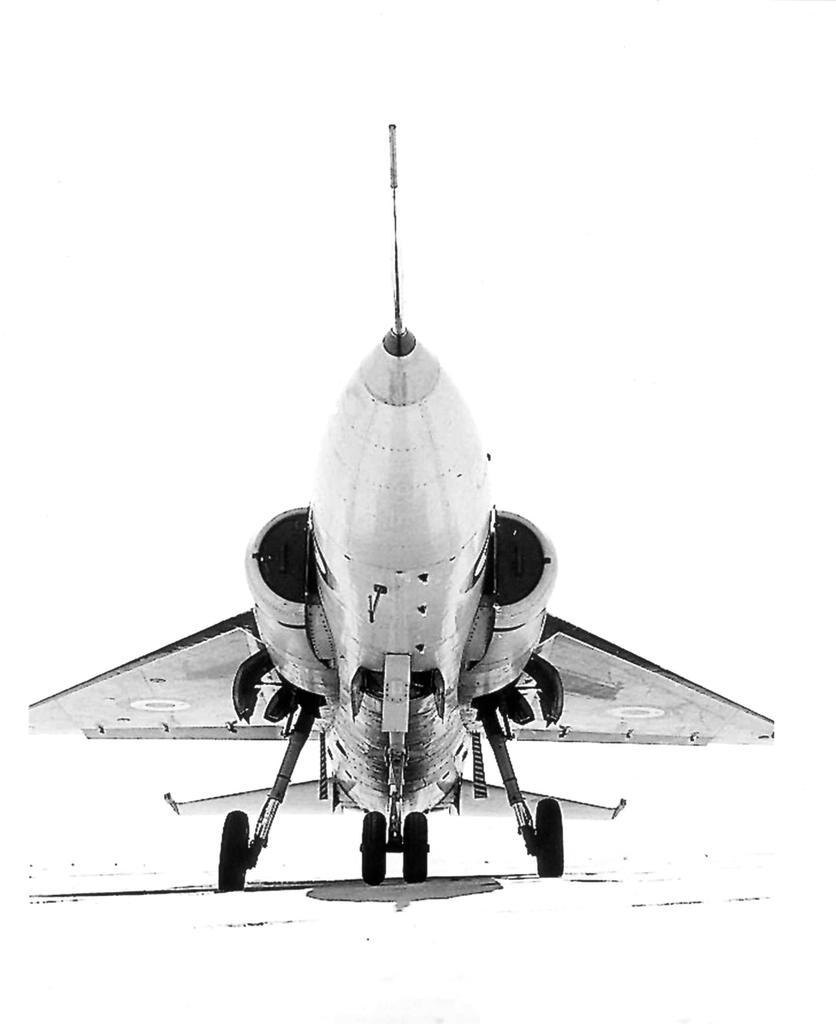
Vista frontal.
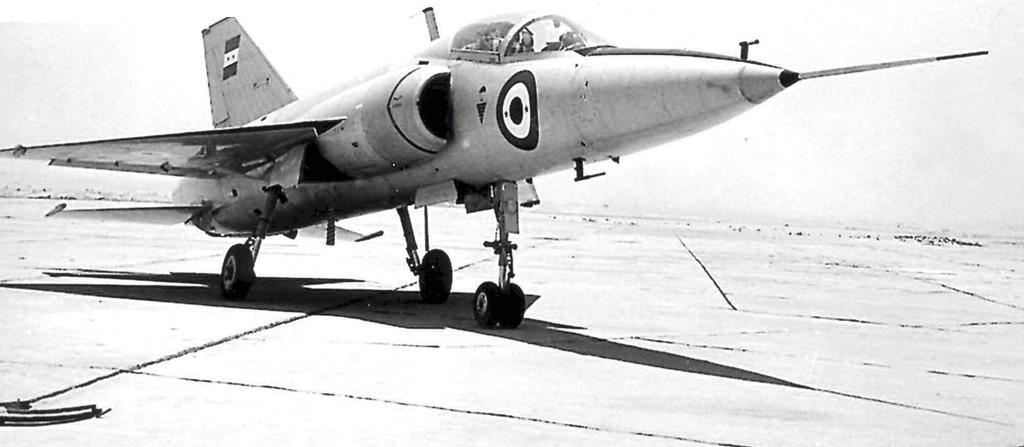
Vista en perspectiva.

## Especificaciones (HA-300)
Referencia datos: AviationFans.com

### Características generales
- Tripulación: Uno (piloto)
- Longitud: 12,4 m (40,7 ft)
- Envergadura: 5,8 m (19,2 ft)
- Altura: 3,2 m (10,3 ft)
- Superficie alar: 16,7 m² (179,8 ft²)
- Peso vacío: 2100 kg (4628,4 lb)
- Peso cargado: 5443 kg (11 996,4 lb)
- Planta motriz: 1× turborreactor Bristol Orpheus 703.
  - Empuje normal: 21,6 kN (2203 kgf; 4856 lbf) de empuje.

### Rendimiento
- Velocidad nunca excedida (Vne): 2124 km/h (1320 MPH; 1147 kt) (Mach 1,7)
- Alcance: 1400 km (756 nmi; 870 mi)
- Radio de acción: km
- Alcance en combate: km
- Alcance en ferry: km
- Techo de vuelo: 18 000 m (59 055 ft)
- Régimen de ascenso: 203 m/s (39 960 ft/min)
- Carga alar: 125,7 kg/m² (25,8 lb/ft²)
- Empuje/peso: 0,88

### Armamento
- Cañones: 

  - 4x Hispano-Suiza HS.404 de 30 mm o Nudelman-Rikhter NR-23 de 23 mm
- Misiles: 

  - 4x misil aire-aire de guiado infrarrojo

Nota: el tercer prototipo contaba con un motor turborreactor Brandner E-300 que proporcionaban un empuje de 10 540 lbf y una velocidad máxima cercana a Mach 2.

## Aeronaves relacionadas

### Secuencias de designación
- Secuencia HA-_ (interna de Hispano Aviación): HA-100 - HA-200 - HA-300 - HA-400 - HA-500